# Odryzowie

Królestwo Odrysów za panowania Sitalkesa w latach 431-424 p.n.e.

Odrysowie (Odryzowie) – jedno z plemion trackich, które w V wieku p.n.e. utworzyło silne państwo na terenie obecnej Bułgarii. Za twórcę państwa uchodził król Odrysów Teres, panujący w latach ok. 480–450 p.n.e. Wykorzystawszy klęskę Persów pod Platejami w 479 r. p.n.e. zrzucił jarzmo małoazjatyckiego imperium. Teres zdołał podporządkować wiele plemion trackich. Potęgę Odrysów ugruntował następca i syn Teresa, Sitalkes (ok. 450–424 p.n.e.), który skutecznie walczył z królestwem Macedonii. Królowi udało się pokonać swych najgroźniejszych wrogów wśród ludów paleobałkańskich – Bessów i Pajonów. Sitalkes utrzymywał też przyjazne stosunki z miastami greckimi położonymi na południowym wybrzeżu Bałkanów oraz z Atenami, które państwo Odrysów wspierało podczas wojny peloponeskiej. Za czasów Seuthesa, władza królewska uległa znacznemu osłabieniu na rzecz arystokracji plemiennej. Wraz z jego śmiercią w 402 r. p.n.e. państwo uległo rozkładowi. Później Odrysowie popierali najpierw Macedończyków, a potem Rzym. 
Na początku I w. n.e. cesarz Trajan inwestował w infrastrukturę; zwiększała się także ilość wytwarzanych produktów. Społeczeństwo trackie, na wzór społeczeństwa rzymskiego, przekształciło się w społeczeństwo niewolnicze (ze wcześniejszego pół-niewolniczego). Czasy Trajana wiązały się też z wielokrotnym zwiększeniem liczby Traków w rzymskiej armii. 
W V i VI wieku n.e. Trakowie asymilują się z Rzymianami; wpływ ma na to zarówno kultura rzymska (rzemiosło, sztuka, nauka), jak i przesiedlania zhellenizowanej i zromanizowanej ludności na tereny zamieszkiwane przez Traków. 